# McLaren MCL35
A McLaren MCL35 egy Formula–1-es versenyautó, mely a 2020-as és a 2021-es Formula–1 világbajnokság során a McLaren-csapat autója. Pilótái az előző évben is a csapatnál versenyző Carlos Sainz és Lando Norris, 2021-ben pedig Sainz helyett Daniel Ricciardo.
Habár eredetileg csak 2020-ban versenyeztek volna vele, a koronavírus-járvány miatti csonka szezon és a gazdasági nehézségek miatt a 2021-re tervezett új formulára való átállást egy évvel elhalasztották, így a 2021-es évben is ugyanazzal az autóval indulhattak. Mivel azonban a csapat ebben az évben visszaállt a Mercedes-motorok használatára, emiatt apróbb módosításokra is sor került, az átalakított autó pedig az MCL35M kódnevet kapta. Ez az új modell volt az, amellyel az olasz nagydíjon először aratott a csapat győzelmet 2012 után, és az első kettős győzelmet 2010 után.

## Fejlesztés
2019-ben elbocsátották Tim Gosst, helyére a Scuderia Toro Rosso csapatától sikerült leigazolni James Keyt, aki a kezdetektől részt vett az új konstrukció megalkotásában. Andreas Seidl csapatvezető elmondása szerint az előző évi modellből meglehetősen kevés dolgot hoztak át az új idényre. Ezzel az volt a céljuk, hogy az első három csapathoz képest a lemaradást kevesebb, mint 1 másodperc alá vigyék. A legfontosabb változtatások között volt, hogy a légáramlatokat már a kerék mellett és nem felett vezetik át, az autó hátulját pedig megemelték. Új, keskenyebb orr és bonyolultabb bargeboardok kerültek fel, karcsúbb oldaldobozokkal.
A 2020-as autókat kisebb módosításokat leszámítva a 2021-es idényben is használnia kell a csapatoknak. A McLaren viszont az FIA engedélyével speciális felmentést kapott ez alól, miután még a szabály meghozatala előtt bejelentették, hogy 2021-től újra Mercedes-motorokat használnak.  2021-től a csapat már nem a BP és a Castrol termékeit használja, hanem új szponzoruk, a Gulf üzemanyagait és kenőanyagait.
Az MCL35-ös is papaja-kék színekben pompázott, a glórián és az oldaldobozokon pedig a tíz csapat színeiből álló szivárványmintát helyeztek el, amivel a Formula–1 #WeRaceAsOne kampányához csatlakoztak. A festés során immár matt festéket használtak és valamivel több feketét is.

## Versenytörténete és fejlesztései

### MCL35 (2020)
Már a szezon kezdete előtt bejelentették, hogy ebben az évben is az a céljuk, hogy a nagy trió - a Mercedes, a Ferrari, és a Red Bull mögött negyedikek legyenek, sőt a lemaradásukat is szerették volna csökkenteni. A szezon előtti teszteken azonban a Racing Point versenyautója sokkal gyorsabbnak mutatkozott, ami miatt már kevésbé voltak optimisták.
A csapat már korábban bejelentette, hogy kihagyja a végül elmaradt idénynyitó Ausztrál Nagydíjat, ugyanis az éppen tomboló koronavírus-járványban bebizonyosodott, hogy alkalmazottaik is elkapták a fertőzést. Az idény végül csak Ausztriában indulhatott el júliusban. A McLaren új padlólemezzel, diffúzorral, és fékvezetékekkel készült, valamint némiképp átszabott első szárnnyal. Norris a harmadik helyről rajtolhatott, Sainz pedig a kilencedikről - 2016 óta ez volt a csapat legjobb időmérős eredménye. Norris a versenyen visszaesett az ötödik helyre, de miután megtudta az utolsó körökben, hogy a harmadik helyen haladó Lewis Hamiltont öt másodperces időbüntetéssel sújtották, hatalmas hajrázással előbb megelőzte Sergio Pérezt, megfutotta a verseny leggyorsabb körét, majd Hamiltonhoz képest lefaragta 5 másodperc alá a hátrányát. Norris így harmadik lett, Sainz pedig ötödik. A soron következő stájer futamon újabb padlólemezzel és motorborítással kísérleteztek. Ezúttal Sainz indult a harmadik, Norris pedig a kilencedik helyről, és bár a versenyük nem sikerült túl fényesen, Norris az utolsó körökben mindkét Racing Point-ot megelőzve lett ötödik, Sainz pedig úgy kilencedik, hogy új pályacsúccsal megfutotta a verseny leggyorsabb körét. A magyar versenyre új motorborítással és T-szárnnyal készültek, ami nem sikerült túl jól, így a felejthető hétvége után visszaálltak a régire, de új első és hátsó szárnyakat, valamint új padlólemezt szereltek fel. Norris a brit nagydíjon ötödik lett, Sainz azonban egy defekt miatt csak tizenharmadik. A következő, 70. évfordulós nagydíj szintén felejthető volt, ugyanis Sainz már az időmérő harmadik körébe sem került be, a versenyen pedig elrontották a kerékcseréjét. Ha ez nem lenne elég, a csapat folyamatosan küszködött a gumikkal, így itt sem értek el jó eredményt, ráadásul a Ferrari leelőzte őket a konstruktőri versenyben, Leclerc megelőzte Norrist, Esteban Ocon pedig Sainzot a bajnokságban.
A spanyol nagydíjon Sainz hűtési problémákra panaszkodott, amit az energia-visszanyelő rendszer cseréjével orvosoltak. A rendkívüli forróság ellenére a csapat jól helytállt, Sainz hatodik, Norris tizedik lett, és eddigre már annyi pontot értek el, mint 2018-ban egész évben összesen. Belgiumban új, már a következő évre szánt fejlesztéseket próbáltak ki. Sainz motorja a verseny előtt megadta magát, így a futamon el sem indulhatott, Norris pedig hetedik lett. A soron következő olasz nagydíjnak ígéretesen futott neki a csapat: már a harmadik szabadedzésen második és harmadik helyen voltak, Sainz a harmadik, Norris a hatodik helyről indulhatott. A rajt után Sainz a második, Norris a harmadik helyen haladt, ám a verseny közben bejött a biztonsági autó. A kerékcserék és egy piros zászlós megszakítás utáni újabb rajtot követően a hetedik és a nyolcadik helyről folytatták a versenyt. Norris végül negyedik lett, Sainz pedig, aki nagyszerű versenyt futott, körökön keresztül folyamatosan harcban volt a győzelemért, de Pierre Gasly mindössze 4 tizedes különbséggel előtte ért célba. Sainz így is második lett, ami a 2014-es ausztrál nagydíj óta a csapat legjobb eredménye lett.
Sajnos ezután a csapatra rosszabb időszak köszöntött: Sainz egymás után két versenyen is kiesett, Norris úgyszintén, illetve a pontszerzésről is rendre lemaradt. Így történt, hogy bár az év végén folyamatosan pontokat szereztek, a rivális Racing Point és Renault csapatokkal szemben hamarosan kezdtek vesztésre állni. Végül aztán a szezonzáró futamon nyújtott teljesítményükkel megszerezték a konstruktőri harmadik helyet - 2012 óta a legjobb pozíciójuk volt ez.

### MCL35M (2021)
A fejlesztési korlátozások miatt a 2021-es szezonra való felkészülés egyrészt a módosított szabályokhoz való alkalmazkodást (leszorítóerő csökkentése), valamint a Mercedes motorra váltás miatt szükséges átalakításokat jelentette. Emellett teljesen új váltót is készített a csapat. Két területen próbálták gyengeségeiket lefaragni: a lassú kanyarokban haladás és a szélérzékenység terén. Mivel a motorpartner-cserét már a járvány előtt bejelentették (tehát önhibájukon kívül kerültek nehéz helyzetbe), a McLaren bizonyos szemszögből kivételezett csapat volt e téren, ugyanakkor a teljes autót újra kellett homologizáltatniuk, ellentétben a többi csapattal. A kasztni 2020 decemberében átment az FIA töréstesztjén. A szezon előtti teszteken az autó kisebb port kavart érdekes újításával, a szemlátomást nagyobb és érdekes kialakítású diffúzorával. A McLaren vezetősége szerint a kialakítása abszolút szabályos, és ők lepődtek meg azon, hogy a szabályváltozások ismeretében más csapat nem ezen logika mentén fejlesztett. Hasonló, jól látható különbség volt az átalakított légbeömlő és a valamivel íveltebb oldaldobozok. Az MCL35M festése gyakorlatilag megegyezik az elődmodellével, annyi különbséggel, hogy a Renault-logó lekerült róla (viszont érdekes módon nem került fel a Mercedesé), és a glóriáról levették az előző évi #WeRaceAsOne színezését. A monacói nagydíjon az FIA engedélyével egy alkalomra szóló, speciális festést kapott az autó, valamint a pilóták és az egész csapat is: az úgynevezett "Gulf" dizájn az üzemanyagszállító partnerükkel való kapcsolat előtti tisztelgés, mely a hetvenes évek elejének festési mintáira emlékeztet: szürkéskék alapon papaja csík középen és az oldaldobozokon.
A csapat célja ebben az évben nem a világbajnoki címért való harc volt, hanem hogy tovább csökkentsék a hátrányt a Mercedesszel és a Red Bull-lal szemben, és hogy továbbra is ők maradhassanak a középmezőny legjobb csapata. A McLaren ennek a célnak eleget tudott tenni, hiszen már a szezon eleji teszteken is gyorsak voltak, s megbízhatósági gondok sem hátráltatták őket. Az évadnyitó bahreini versenyen negyedik és hetedik helyen zártak, majd Imolában Norris harmadik lett - úgy, hogy pocsék időmérőt zárt, és a verseny során csapatutasításra Ricciardónak el kellett engednie őt. Portugáliában Ricciardo hatalmas meglepetésre már a Q1-ben kiesett az időmérő edzés során, de egészen a kilencedik helyig feljött. A McLaren csapata lett ekkorra az egyetlen, amelynek mindkét versenyzője pontot szerzett az első három futamon.
A spanyol futamot egy T-szárny felhelyezésével, új első szárnnyal és padlólemezzel kezdték meg. Az autó a pilóták elmondása szerint is jobban vezethetővé vált. Monacóban a csapat a már említett festéssel indult. Ricciardo megint kiesett a Q2-ben, és a futamot is csak a 12. helyen fejezte be - a gyenge teljesítményt azzal indokolta, hogy az MCL35M sokkal szűkebb tartományban működik jól, mint azok az autók, amiket korábban vezetett. Norris ezzel szemben újabb dobogós helyet szerzett. Azerbajdzsánban Ricciardo összetörte az időmérő edzés alatt az autóját, Norris pedig három helyes rajtbüntetést kapott a piros zászlós szabályok megsértéséért. Végül mindketten pontszerző helyen futottak be, de a Ferrari javára elvesztették a konstruktőri harmadik helyüket.
Franciaországba már egy átdolgozott hátsó szárnnyal, karcsúbb motorborítással, és a glória elé rögzített, a légáramlást biztosító "szarvakkal" készültek. Ötödik és hatodik helyen érek célba, és visszavették a konstruktőri harmadik helyet is. A stájer nagydíjon Norris a harmadik helyről indulhatott, de a versenyen csak ötödik lett - Ricciardo a motor meghibásodása miatt a tizenharmadik helyen ért célba. Egy héttel később aztán Norris Ausztriában a második helyre kvalifikálta magát, ami 2012 óta a csapat legjobb eredménye volt. A versenyen aztán Sergio Pérez leszorításáért 5 másodperces időbüntetést kapott, de még ezt is képes volt ledolgozni és a verseny végén visszajött harmadiknak. A brit nagydíjon, a Formula–1 első sprintkvalifikációján egy-egy helyet javítva a hatodik és hetedik pozíciót szerezték meg. A versenyen Norris akár harmadik is lehetett volna, de az elrontott kerékcseréje miatt csak negyedik lett. Ricciardo nagy versenyt futva az ötödik helyen futott be. A magyar nagydíjon kapta meg az autó az utolsó fejlesztéseit, és a csapat ígéretesen is vágott neki a futamnak, azonban Norrist az első kanyarban kiütötte Bottas egy rajtbalesetben, amely miatt kiesett  - s ezzel megszakadt egy, a 2020-as emilia-romagna nagydíj óta tartó pontszerzési sorozat (Norris volt eddigre az egyetlen versenyző, aki 2021-ben minden futamon pontot tudott szerezni). A piros zászlós megszakítás alatt próbálták megjavítani az autót, sikertelenül. Ricciardo autója is megsérült a balesetben, ő tovább tudott menni, de körönként 1 másodperccel rosszabb időt tudott csak autózni, így végül pontszerző helyen kívül intették le. A nyári szünet előtt a Ferrari visszavette a konstruktőri harmadik helyet is.
A belga futamon, ami az eső miatt csonka maradt, Ricciardo negyedik lett, Norris pedig pontot sem szerzett, miután az időmérő szintén esős fázisában összetörte az autóját. Hollandiában váratlanul gyengék voltak, az olasz nagydíjra viszont új első- és hátsó szárnyakkal érkeztek, amelyek remekül illettek az autóhoz. Az időmérő edzésen negyedik-ötödik helyet értek el, Ricciardo a sprintfutamon előrébb lépett két helyet, majd Valtteri Bottas hátrasorolása miatt ez második rajthely lett. A versenyen a rajtnál Ricciardo megelőzte Verstappent és az élre állt, Norris pedig ügyesen védekezett Hamilton ellen a harmadik helyen. Miután Verstappen és Hamilton egy versenybalesetben kiestek, tényleg nem volt, aki fenyegesse az egész hétvégén gyors McLaren kettős győzelmét. Ez volt a 2012-es brazil nagydíj óta az első győzelmük, és a 2010-es olasz nagydíj óta az első kettős győzelmük. Ricciardo ráadásul a végén megfutotta a verseny leggyorsabb körét is. Oroszországban Norris megszerezte a pole pozíciót, és a verseny végéig vezetett is, ám öt körrel a vége előtt megérkezett az eső, Norris pedig kockáztatott és nem cserélt gumit, emiatt bukta a győzelmet - a leggyorsabb kört mindazonáltal megszerezte.
Ezt követően a Ferrari látványosan elkezdett erősödni és emiatt a McLaren szorult helyzetbe került. Mind a török, mind az amerikai nagydíjon vérre menő küzdelmet kellett folytatniuk egymással, ami miatt kiélezetté vált a világbajnoki harmadik helyért folyó küzdelem. Aztán a mexikói-brazil-katari tripla hétvégén a csapat katasztrofálisan szerepelt, három futamon összesen négy pontot szereztek, miközben a Ferrari látványosan elhúzott tőlük. A szezonzárón sem sikerült jól teljesíteniük, így annak ellenére, hogy a Ferrarival ellentétben futamot is nyertek (sőt az egyetlen csapat voltak az idényben, amely kettős győzelmet aratott), csak a konstruktőri negyedik hely lett az övék.

## Eredmények
Félkövér jelzi a a leggyorsabb kört, dőlt betű a pole pozíciót.
| Év   | Csapatok        | Kasztni | Motor                             | Gumik | Pilóták          | Nagydíjak | Nagydíjak | Nagydíjak | Nagydíjak | Nagydíjak | Nagydíjak | Nagydíjak | Nagydíjak | Nagydíjak | Nagydíjak | Nagydíjak | Nagydíjak | Nagydíjak | Nagydíjak | Nagydíjak | Nagydíjak | Nagydíjak | Nagydíjak | Nagydíjak | Nagydíjak | Nagydíjak | Nagydíjak | Nagydíjak | Pontok | Helyezés |
| ---- | --------------- | ------- | --------------------------------- | ----- | ---------------- | --------- | --------- | --------- | --------- | --------- | --------- | --------- | --------- | --------- | --------- | --------- | --------- | --------- | --------- | --------- | --------- | --------- | --------- | --------- | --------- | --------- | --------- | --------- | ------ | -------- |
| 2020 | McLaren F1 Team | MCL35   | Renault E-Tech 20                 | P     |                  | AUT       | STY       | HUN       | GBR       | 70A       | ESP       | BEL       | ITA       | TUS       | RUS       | EIF       | POR       | EMI       | TUR       | BHR       | SKH       | ABU       |           |           |           |           |           |           | 202    | 3.       |
| 2020 | McLaren F1 Team | MCL35   | Renault E-Tech 20                 | P     | Lando Norris     | 3         | 5         | 13        | 5         | 9         | 10        | 7         | 4         | 6         | 15        | KI        | 13        | 8         | 8         | 4         | 10        | 5         |           |           |           |           |           |           | 202    | 3.       |
| 2020 | McLaren F1 Team | MCL35   | Renault E-Tech 20                 | P     | Carlos Sainz Jr. | 5         | 9         | 9         | 13        | 13        | 6         | NI        | 2         | KI        | KI        | 5         | 6         | 7         | 5         | 5         | 4         | 6         |           |           |           |           |           |           | 202    | 3.       |
| 2021 | McLaren F1 Team | MCL35M  | Mercedes AMG F1 M12 E Performance | P     |                  | BHR       | EMI       | POR       | ESP       | MON       | AZE       | FRA       | STY       | AUT       | GBR       | HUN       | BEL       | NED       | ITA       | RUS       | TUR       | USA       | USA       | MXC       | SAP       | QAT       | SAU       | ABU       | 275    | 4.       |
| 2021 | McLaren F1 Team | MCL35M  | Mercedes AMG F1 M12 E Performance | P     | Lando Norris     | 4         | 3         | 5         | 8         | 3         | 5         | 5         | 5         | 3         | 4         | KI        | 14        | 10        | 2         | 7         | 7         | 8         | 8         | 10        | 10        | 9         | 10        | 7         | 275    | 4.       |
| 2021 | McLaren F1 Team | MCL35M  | Mercedes AMG F1 M12 E Performance | P     | Daniel Ricciardo | 7         | 6         | 9         | 6         | 12        | 9         | 6         | 13        | 7         | 5         | 11        | 4         | 11        | 1         | 4         | 13        | 5         | 5         | 12        | KI        | 12        | 5         | 12        | 275    | 4.       |

- † Nem fejezte be a futamot, de rangsorolták, mert teljesítette a versenytáv 90%-át.
- Az olasz sprintfutamon Ricciardo 1 pontot szerzett.